# Sucy-en-Brie
Sucy-en-Brie je jugovzhodno predmestje Pariza in občina v  departmaju Val-de-Marne osrednje francoske regije Île-de-France. Leta 1999 je imelo naselje 24.812 prebivalcev.

## Administracija
Sucy-en-Brie je sedež istoimenskega kantona, katero je sestavni del okrožja Créteil.